# Bele tulpike
Bele tulpike je ljubezenski roman, ki ga je napisal Ferdo Godina leta 1941. Izdal ga je Slovenski knjižni zavod v Ljubljani leta 1945.
Do zdaj je izšlo 6 izdaj tega romana, načrtuje pa se tudi celovečerni film.
Delo ima približno 63.300 besed.

## Zgodba
Okoli leta 1930 je kaplan Arpad Zrim prestavljen iz gorske vasice v Lendavo. Tam pogosto obiskuje prijatelja Krampača in njegovo družino, ki jo pozna že od mladosti. Pri njih spozna židovsko družino Brünner in se zaljubi v hčer Rahelo. Zaradi tega je v slabih odnosih z dekanom Jerebičem in kaplanom Šernekom. Krampači njegovega razmerja z Rahelo ne obsojajo, velikokrat jima priskočijo na pomoč. Dobro se razume tudi z Grafičem, ki je administrator v Turnišču. Njegovo razmerje z Rahelo se stopnjuje in škof ga prestavi v Turnišče. Tja pa ga ni prestavil le zaradi Rahele, pač pa je za to prosi tudi Grafič, ki Jerebiča prav tako ni maral. Tako je Arpad bližje svoji mami, za katero skrbi in jo ima rad, a daleč od Rahele. Rahela zanosi in ko Arpad to izve, je presrečen in je pripravljen z njo zbežati, a njeni starši jo prisilijo v splav. Arpad tega ne more preboleti, Rahela pa se z družino preseli na Madžarsko. Mladi kaplan začne popivati in po incidentu s cigani ga je škof na prošnjo Arpadove matere prisiljen odstaviti. Arpad se vrne domov k materi, ki pa kmalu umre. To ga zelo potre, postane depresiven ter živi sam v revščini in bedi. Nekega dne ga obiščejo Krampačevi in ga povabijo, naj pride živeti k njim, in mu povejo, da se je Rahela vrnila sama, brez staršev. Arpad njihovo ponudbo zavrne. Počasi je vedno bolj bolan in blazen. V prividih vidi svojo mater, ki ga kliče k sebi. Roman se konča z njegovo smrtjo. Skozi cel roman se pojavljajo beli lokvanji oziroma bele tulpike kot simbol mladosti in veselja, zato ima roman tudi tak naslov.
Poleg osnovne zgodbe in tragične usode mladega kaplana je v delu tudi kritika družbenih razmer, predvsem odnosa kristjanov do židov. Primer je Lendavsko gasilsko društvo, ki ga sestavljajo kristjani in židje. Gasilci kristjani ne smejo sodelovati pri židovski proslavi, saj jim dekan noče dati odveze pri spovedi, če sodelujejo, čeprav židovski gasilci vedno sodelujejo pri krščanskih procesijah. Celo Grafič, ki je do Arpadove ljubezni toleranten, ne podpira tega, da bi se kristjani družili z židi.

## Mnenja
»Najbolj pa ta murski svet oživi, ko se po njem razlije množica kmetov in kmetic. Tedaj roman Bele tulpike zadobiva polno moč. Ta množica, četudi brezimna, zraste iz zemlje in zaživi z žarom ... Ta sij pa priča o večni moči življenja ...« (Bohanec 1972)
Dela Ferda Godine so znana podobah socialno ogroženih malih ljudi iz Prekmurja, njegove domače dežele. Njegov slog je preprost in stvaren, pisal pa je predvsem novele. Izjema je roman Bele Tulpike. Od ostalih del se loči po tem, da je bolj romantično oblikovan in fabulativno veliko bolj razgiban. (Paternu 1967)
V tem delu je avtor prikazal duhovnika kot običajnega človeka, ki je tako kot vsi obtežen s čustvenimi razkoli v sebi. Kljub temu da pisatelj k temi pristopa na zanimiv način, je delo dolgovezno in razvlečeno, vedno znova se pojavlja ista bolečina, dokler se na koncu vse skupaj ne konča v pretirani solzavosti. (Stenovec 1994)